# 布贾诺
布贾诺（義大利語：Buggiano），是意大利皮斯托亚省的一个市镇。总面积16.12平方公里，人口8892人，人口密度551.6人/平方公里（2009年）。ISTAT代码为047003。